# Octobre 2004 en France
2004 en France
Janvier - Février - Mars - Avril - Mai - Juin
Juillet - Août - Septembre - Octobre - Novembre - Décembre

## lundi 4 octobre 2004
- violences scolaires : en France un protocole d'accord signé entre le ministre de l'Éducation nationale François Fillon et le ministre de l'Intérieur Dominique de Villepin, jeta les bases d'un partenariat entre les deux ministères. Censé lutter contre les violences scolaires, il instaura notamment un policier ou un gendarme "correspondant" pour chaque établissement scolaire. Dès lundi soir, la FSU critiqua ce partenariat, suivie le lendemain par d'autres syndicats.

## mardi 5
- syndicalisme : la signature la veille d'un partenariat entre les ministères de l'Intérieur et de l'Éducation suscitait mardi les critiques :

Du côté enseignant, SE-Unsa s'inquiéta, dans un communiqué, d'un risque « d'infléchissement de la lutte contre les violences en milieu scolaire ». Il redoutait que le nouveau dispositif ne court-circuite des dispositifs existants plus axés sur l'éducatif que sur la répression et que les dommages contre les biens priment dorénavant sur l'intérêt porté aux enfants.
L'UNL demanda « Lycée policé ou lycée policier ? ». « Le protocole est une véritable honte pour notre service public d'éducation », ajouta-t-elle dans un communiqué, rappelant qu'on avait supprimé des centaines de postes de personnels éducatifs. « Cela est un paradoxe et cela pointe du doigt une volonté beaucoup plus répressive qu'éducative », conclut le premier syndicat lycéen.
Les parents d'élèves FCPE évoquèrent la décision d'un lycée de Blois de faire appel à une société privée de sécurité et déclarèrent : « c'est autant d'argent soustrait à des activités éducatives. C'est nier au personnel d'encadrement toute fonction d'accueil et d'éducation, c'est abandonner ses responsabilités ».